# أنجيلا كلارك (ممثلة)
أنجيلا كلارك (بالإنجليزية: Angela Clarke) هي ممثلة أمريكية، ولدت في 14 أغسطس 1909 بنيويورك في الولايات المتحدة، وتوفيت في 16 ديسمبر 2010 بمووربارك في الولايات المتحدة.

## أعمال

### أفلام
- (1947) حياة مزدوجة
- (1948) بيت الأفعى
- (1950) كابتن كراي من الولايات المتحدة
- (1951) كاروسو العظيم
- (1953) بيت الشمع

## وصلات خارجية
- أنجيلا كلارك على موقع IMDb (الإنجليزية)
- أنجيلا كلارك على موقع قاعدة بيانات الفيلم (الإنجليزية)